# Logan Da Costa
Pour les articles homonymes, voir Da Costa.
Logan Da Costa, né le 30 mai 1992 à Mont-Saint-Martin, est un karatéka français d'origine portugaise. Il est le frère de Steven  et Jessie Da Costa.

## Biographie
Logan Da Costa est champion du monde de kumite par équipe en 2012, champion d'Europe de kumite par équipe en 2013 et 2016, champion du monde universitaire en moins de 75 kg en 2014, vice-champion d'Europe de kumite par équipe en 2015 et 2017 et médaillé de bronze de kumite par équipe aux Championnats du monde de karaté 2016.
Il remporte aux Championnats d'Europe de karaté 2016 la médaille de bronze dans la catégorie des moins de 75 kg en battant le Grec Spyrídon Margaritópoulos.